# Robert A. Heinlein

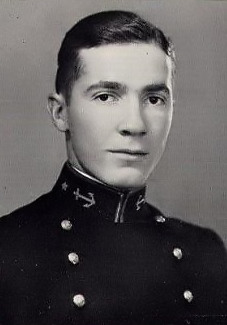
Heinlein w 1929, w Akademii Marynarki Stanów Zjednoczonych

Robert Anson Heinlein (ur. 7 lipca 1907 w Butler, zm. 8 maja 1988 w Carmel-by-the-Sea) – amerykański pisarz, klasyk amerykańskiej fantastyki naukowej. Używał także pseudonimów Anson MacDonald oraz Lyle Monroe.

## Życiorys
Urodził się w Butler w stanie Missouri, ale dzieciństwo spędził w Kansas City. Po skończeniu liceum Heinlein zaczął uczęszczać do Akademii Marynarki Stanów Zjednoczonych w Annapolis w Maryland. Po jej ukończeniu w 1929 roku zaczął służyć w stopniu oficera. Pełnił służbę na pokładzie lotniskowca USS „Lexington” (CV-2) i niszczyciela USS „Roper” (DD-147). W 1932 roku poślubił swoją drugą żonę, Leslyn MacDonald. Z powodów zdrowotnych w 1934 roku opuścił marynarkę.
Przyjaźnił się z Philipem K. Dickiem.
Był gościem honorowym trzech Worldconów – w 1941, 1961 i 1976 roku.

## Twórczość

### Powieści
- For Us, The Living: A Comedy of Customs (1939)
- Methuselah’s Children (1941)
- Beyond This Horizon (1942)
- Rocket Ship Galileo (1947)
- Space Cadet (1948)
- Red Planet (1949)
- Szósta kolumna(inne języki) (Sixth Column znana również pod tytułem The Day After Tomorrow, 1949)
- Farmer in the Sky (1950) (Retro Nagroda Hugo, 1951)
- Między planetami(inne języki) (Between Planets, 1951)
- Władcy marionetek (The Puppet Masters, 1951)
- The Rolling Stones (1952)
- Daleki patrol(inne języki) (Starman Jones 1953)
- The Star Beast (1954)
- Tunnel in the Sky (1955)
- Time for the Stars(inne języki) (1956)
- Dubler (Double Star, Nagroda Hugo, 1956)
- Drzwi do lata(inne języki) (The Door into Summer, 1957)
- Citizen of the Galaxy (1957)
- Wkładaj kombinezon i w drogę(inne języki) (Have Space Suit–Will Travel, 1958)
- Kawaleria kosmosu (Starship Troopers, 1959) (Nagroda Hugo, 1960)
- Obcy w obcym kraju (Stranger in a Strange Land, 1962, Nagroda Hugo)
- Szlak chwały(inne języki) (Glory Road, 1963)
- Podkayne of Mars(inne języki) (1963)
- Farnham’s Freehold(inne języki) (1965)
- Luna to surowa pani (The Moon is a Harsh Mistress, 1966, Nagroda Hugo)
- I Will Fear No Evil (1970)
- Time Enough For Love (1973)
- The Number of the Beast (1980)
- Piętaszek(inne języki) (Friday 1982)
- Hiob: Komedia sprawiedliwości(inne języki) (Job: A Comedy of Justice, 1984)
- Kot, który przenika ściany(inne języki) (The Cat Who Walks Through Walls, 1985)
- To Sail Beyond the Sunset (1987)

### Opowiadania
- Life-Line (1939)
- Misfit (1939)
- The Roads Must Roll (1940)
- Requiem (1940)
- „If This Goes On – ” (1940)
- Coventry (1940)
- Blowups Happen (1940)
- Solution Unsatisfactory (1940)
- Waldo (1940)
- They (1941)
- I zbudował krzywy dom („– And He Built a Crooked House —”, 1941)
- By His Bootstraps (1941)
- Lost Legacy (1941)
- Elsewhen (1941)
- Universe (1941)
- We Also Walk Dogs (1941)
- Common Sense (1941)
- Methuselah’s Children (1941)
- Logic of Empire (1941)
- The Unpleasant Profession of Jonathan Hoag (1942)
- Magic, Inc. (1942)
- Jerry Was a Man (1947)
- Space Jockey (1947)
- It’s Great to Be Back! (1947)
- The Green Hills of Earth (1947)
- Ordeal in Space (1948)
- Długa wachta (The Long Watch, 1948)
- Gentlemen, Be Seated (1948)
- The Black Pits of Luna (1948)
- Our Fair City (1948)
- Gulf (1949)
- Delilah and the Space Rigger (1949)
- The Man Who Sold the Moon (Nagroda Hugo, 1951)
- The Menace From Earth (1957)
- The Man Who Traveled in Elephants (1957)
- Wszyscy wy zmartwychwstali... (” – All You Zombies – ”, 1959)
- Searchlight (1962)
- Free Men (1966)

### Adaptacje
- Destination Moon (na podstawie Rocket Ship Galileo) (1950) Film w bazie IMDb (ang.) (Nagroda Hugo, 1951)
- Tom Corbett, Space Cadet (1950) (na podstawie Space Cadet) Film w bazie IMDb (ang.)
- Project Moon Base (1953) Film w bazie IMDb (ang.)
- The Brain Eaters (na podstawie The Puppet Masters) (1959) Film w bazie IMDb (ang.)
- Red Planet serial telewizyjny (1994) Film w bazie IMDb (ang.)
- Władcy marionetek (The Puppet Masters Movie 1994) Film w bazie IMDb (ang.)
- Żołnierze kosmosu (Starship Troopers 1997) Film w bazie IMDb (ang.)
- Roughnecks: The Starship Troopers Chronicles (serial telewizyjny 1999) Film w bazie IMDb (ang.)
- Przeznaczenie (Predestination 2014) (na podstawie „-All You Zombies-”) Film w bazie IMDb (ang.)